# Leptoancistrus cordobensis
Leptoancistrus cordobensis är en fiskart som beskrevs av Dahl, 1964. Leptoancistrus cordobensis ingår i släktet Leptoancistrus och familjen Loricariidae. Inga underarter finns listade i Catalogue of Life.